# بخش پالمر (شهرستان پوتنام، اوهایو)
بخش پالمر (به انگلیسی: Palmer Township) یک منطقهٔ مسکونی در ایالات متحده آمریکا است که در شهرستان پاتنم، اوهایو واقع شده‌است.
 بخش پالمر ۹۴٫۱ کیلومتر مربع مساحت و ۱٬۱۴۳ نفر جمعیت دارد و ۲۲۰ متر بالاتر از سطح دریا واقع شده‌است.